# 兰迪·莫斯
兰迪·莫斯（英語：Randy Moss，1977年2月13日—）是美式足球外接手，他大学时在马歇尔大学（Marshall University）打球，1998年在第一轮被明尼苏达维京人队选中。
莫斯职业生涯的前七个赛季在维京人队度过。2005年转会至奥克兰突袭者队。2007年4月29日，新英格兰爱国者队用一个第四轮选秀顺位交换到了莫斯。2010年10月6日，他回维京人队。不过不到一个月时间，他又转会至田纳西泰坦队。2010赛季后他宣布退役，但在2012－2013赛季他又重新复出，与旧金山49队签定了一份一年期合同。
莫斯保持着NFL单赛季接球达阵纪录（2007赛季23次）与新秀赛季接球达阵纪录（1998年17次）。

## 外部連結
- 兰迪·莫斯的Facebook專頁
- 兰迪·莫斯的X（前Twitter）
- 兰迪·莫斯的Instagram帳戶